# Nefertari
|                      |     |     |     |               |                |
| \| \| \| \| \| \| \| |     |     |     |               |                |
|                      |     |     |     |               |                |
| X1                   | G15 | F35 | M17 | D21 · X1 · Z4 | N36 · N35 · X1 |

| X1 | G15 | F35 | M17 | D21 · X1 · Z4 | N36 · N35 · X1 |

|                      |     |     |     |               |                |
| \| \| \| \| \| \| \| |     |     |     |               |                |
|                      |     |     |     |               |                |
| X1                   | G15 | F35 | M17 | D21 · X1 · Z4 | N36 · N35 · X1 |

| X1 | G15 | F35 | M17 | D21 · X1 · Z4 | N36 · N35 · X1 |

|                      |     |     |     |               |                |
| \| \| \| \| \| \| \| |     |     |     |               |                |
|                      |     |     |     |               |                |
| X1                   | G15 | F35 | M17 | D21 · X1 · Z4 | N36 · N35 · X1 |

| X1 | G15 | F35 | M17 | D21 · X1 · Z4 | N36 · N35 · X1 |

|                      |     |     |     |               |                |
| \| \| \| \| \| \| \| |     |     |     |               |                |
|                      |     |     |     |               |                |
| X1                   | G15 | F35 | M17 | D21 · X1 · Z4 | N36 · N35 · X1 |

| X1 | G15 | F35 | M17 | D21 · X1 · Z4 | N36 · N35 · X1 |

Nefertari byla královna ve starověkém Egyptě 19. dynastie v době Nové říše, „velká královská manželka“ panovníka Ramesse II. Zaujímala významné postavení a zjevně byla odlišována od ostatních králových manželek. Od prvního roku vlády doprovázela krále při všech státních a náboženských příležitostech, později vedla vlastní diplomatickou korespondenci s chetitskou královnou Puduchepou.
Ještě za jejího života jí byl zasvěcen menší ze dvou chrámů vybudovaný Ramessem II. v Abú Simbelu, v němž byla uctívána spolu s bohyní Hathorou. Zemřela přibližně ve 26. roce vlády svého manžela. Ramesse II., který díky své dlouhověkosti svoji milovanou choť o mnoho let přežije, myslí také na manželčin posmrtný život a investuje mnoho úsilí do stavby její velkolepé hrobky. Ta (dnes nese označení QV 66 – QV – Valley of the Queens – Údolí královen) je největší a zároveň nejnákladnější v celém Údolí královen (dříve se mu také říkalo „Místo krásek“). Třebaže je vykradena už ve starověku, na jejích stěnách jsou zachovány fascinující malby znázorňující královninu cestu k posmrtnému životu. Ze samotné pohřební výbavy zbývají jen úlomky zlata a třísky z rakve. Z těla královny se pak do dnešních dnů dochovala pouze mumifikovaná kolena.